# CMTS
CMTS (eller Cable Modem Termination System) är en ändutrustning till vilket kabel-TV-kunder ansluter för att få tillgång till internet, Digital-TV och IP-telefoni. Systemet kommunicerar med operatören med ett DOCSIS-nätverk innehållande kabelmodem hos kunderna kallade eMTA (embedded Multimedia Terminal Adaptors), CMS (Call Management Servers) och är standardiserat med Euro-DOCSIS och PacketCable.